# سورة العصر
سورة العصر هي سورة مكية، من المفصل، وترتيبها في المصحف 103، في الجزء الثلاثين، عدد آياتها ثلاث آيات مثل سورتي الكوثر والنصر وهن أقصر سور القرآن، بدأت بأسلوب قسم ﴿وَالْعَصْرِ ۝١﴾ [العصر:1]، ولم يُذكر فيها لفظ الجلالة.
عُدت السورة الثالثة عشرة في عداد نزول السور نزلت بعد سورة الشرح وقبل سورة العاديات. سُميت في المصاحف وفي معظم كتب التفسير بسورة العصر. وسميت في بعض كتب التفسير وفي «صحيح البخاري» «سورة والعصر» بإثبات الواو على حكاية أول كلمة فيها، أي سورة هذه الكلمة.
اشتملت السورة على إثبات الخسران الشديد لأهل الشرك ومن كان مثلهم من أهل الكفر بالإسلام بعد أن بلغت دعوته، وكذلك من تقلد أعمال الباطل التي حذر الإسلام المسلمين منها، وعلى إثبات نجاة وفوز الذين آمنوا وعملوا الصالحات والداعين منهم إلى الحق. وعلى فضيلة الصبر على تزكية النفس ودعوة الحق. قال ابن القيم: فإنه سبحانه قسَّم نوع الإنسان فيها قسمين: خاسرًا ورابحًا، فالرابح من نصح نفسه بالإيمان والعمل الصالح، ونصح الخلق بالوصية بالحق، المتضمنة لتعليمه وإرشاده، والوصية بالصبر المتضمنة لصبره هو أيضًا.

## نص السورة
نص سورة العصر برواية حفص عن عاصم كما في مصحف المدينة النبوية:
أما عن القراءات العشر لسورة العصر، قرأ ورش كلمة "الإنسان" بنقل حركة الهمزة وهي الكسرة إلى اللام قبلها مع حذف الهمزة، وكذلك قرأها حمزة وسكت على اللام سكتة يسيرة حفص وحمزة وابن ذكوان وإدريس. وفي "خسرٍ إلا": نقل ورش حركة الهمزة إلى التنوين مع حذف الهمزة. قال القاضي في البدور الزاهرة: «"الإنسان"، "آمنوا": لا يخفى ما في الأول لحمزة وورش وما في الثاني لورش من ثلاثة البدل.» وقال البناء في إتحاف فضلاء البشر: «نقل ورش من طريقيه حركة همزة "الإنسان" كحمزة وقفًا وسكت على اللام حمزة وابن ذكوان وحفص وإدريس بخلفهم، وكذا "خسر إلا".»

### تسميتها وتعدادها
سُميت في المصاحف وفي معظم كتب التفسير بسورة العصر. وسميت في بعض كتب التفسير وفي «صحيح البخاري» «سورة والعصر» بإثبات الواو على حكاية أول كلمة فيها، أي سورة هذه الكلمة.
عدد آيات سورة العصر ثلاث آيات مثل سورتي الكوثر والنصر وهن أقصر سور القرآن، وهي ثلاث آيات في جميع مدارس عدد الآيات ليس فيها اختلاف. في العد المدني ﴿وَتَوَاصَوْا بِالْحَقِّ وَتَوَاصَوْا بِالصَّبْرِ ۝٣﴾ [العصر:3] آية منفردة لكن ﴿وَالْعَصْرِ ۝١﴾ [العصر:1] ليس آية منفردة وعكسَ ذلك باقي أهل العدّ. أما عدد كلماتها أربعة عشر كلمة. وذكر أهل العدَّ على أن عدد حروفها 68 حرفًا، ذكر ذلك أبو عمرو الداني،  والخطيب الشربيني.

## زمن النزول
سورة العصر هي سورة مكية في قول الجمهور وإطلاق جمهور المفسرين. وعن قتادة ومجاهد ومقاتل أنها مدنية. بينما لم يذكرها السيوطي في «الإتقان» في عداد السور المختلف فيها.
عُدت السورة الثالثة عشرة في عداد نزول السور نزلت بعد سورة الشرح وقبل سورة العاديات. فعن جابِرِ بْنِ زَيْدٍ قَالَ: «أَوَّلُ مَا أَنْزَلَ اللَّهُ مِنَ الْقُرْآنِ بِمَكَّةَ: ﴿اقْرَأْ بِاسْمِ رَبِّكَ﴾ ثُمَّ: ﴿نْ وَالْقَلَمِ﴾ ثُمَّ: ﴿يَا أَيُّهَا الْمُزَّمِّلُ﴾ ثم: ﴿يَا أَيُّهَا الْمُدَّثِّرُ﴾ ثُمَّ: الْفَاتِحَةَ ثُمَّ: ﴿تَبَّتْ يَدَا أَبِي لَهَبٍ وَتَبَّ﴾ ثُمَّ: ﴿إِذَا الشَّمْسُ كُوِّرَتْ﴾ ثُمَّ: ﴿سَبِّحِ اسْمَ رَبِّكَ الأَعْلَى﴾ ثُمَّ: ﴿والليل إِذَا يغشى﴾ ثُمَّ: ﴿وَالْفَجْرِ﴾ ثُمَّ: ﴿وَالضُّحَى﴾ ثُمَّ: ﴿أَلَمْ نَشْرَحْ﴾ ثُمَّ: ﴿وَالْعَصْرِ﴾ ثُمَّ: ﴿وَالْعَادِيَاتِ﴾.». وقال مجد الدين الفيروزآبادي: «اتَّفقوا على أَنَّ أَوّل السُّور المكِّية اقرأ باسم رَبِّكَ الذي خَلَقَ، ثمَّ ن والقلم وَمَا يَسْطُرُونَ، ثمَّ سورة المزمِّل، ثمَّ سورة المدَّثِّر، ثمَّ سورة تبَّت، ثم إِذَا الشَّمْسُ كُوِّرَتْ، ثم سَبِّحِ اسْمِ رَبِّكَ الأَعْلَى، ثمَّ والليل إِذَا يغشى، ثم وَالفَجْرِ، ثم وَالضُّحَى، ثمَّ أَلَمْ نَشْرَح ثُمَّ: وَالْعَصْرِ ثم والعاديات... ولم نذكر الفاتحة لأَنَّه مختلَف فيها: قيل أُنزلت بمكة، وقيل بالمدينة؛ وقيل بكلٍّ مرة».

## فضلها

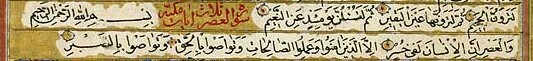
سورة العصر من مخطوطة قرآنية تعود لعام 1874م.

جاء في فضل سورة العصر أنه الصحابة كانوا يقرأونها عند الافتراق، روى الطبراني في المعجم الأوسط عن ثابت البناني عن أبي مدينة الدارمي: «كان الرجلان من أصحاب رسول الله صلى الله عليه وسلم إذا التقيا لم يفترقا إلا على أن يقرأ أحدهما على الآخر سورة العصر إلى آخرها، ثم يسلم أحدهما على الآخر». علق الشوكاني على ذلك قائلًا: «ولعل الحامل لهم على ذلك ما اشتملت عليه من الموعظة الحسنة من التواصي بالحق والتواصي بالصبر بعد الحكم على هذا النوع الإنساني حكما مؤكدا بأنه في خسر، فإن ذلك مما ترجف له القلوب، وتقشعر عنده الجلود، وتقف لديه الشعور، وكأن كل واحد من المتلاقين يقول لصاحبه: أنا وأنت وسائر أبناء جنسنا وأهل جلدتنا خاسر لا محالة إلا أن يتخلص عن هذه الرزية، وينجو بنفسه عن هذه البلية بالإيمان والعمل الصالح، والتواصي بالحق وبالصبر، فيحمله الخوف الممزوج بالرجاء على فتح أسباب النجاء، وقرع أبواب الالتجاء». وقال سيد قطب: «لقد كانا يتعاهدان على هذا الدستور الإلهي، يتعاهدان على الإيمان والصلاح، ويتعاهدان على التواصي بالحق والتواصي بالصبر. ويتعاهدان على أنهما حارسان لهذا الدستور. ويتعاهدان على أنهما من هذه الأمة القائمة على هذا الدستور».

## تفسيرها

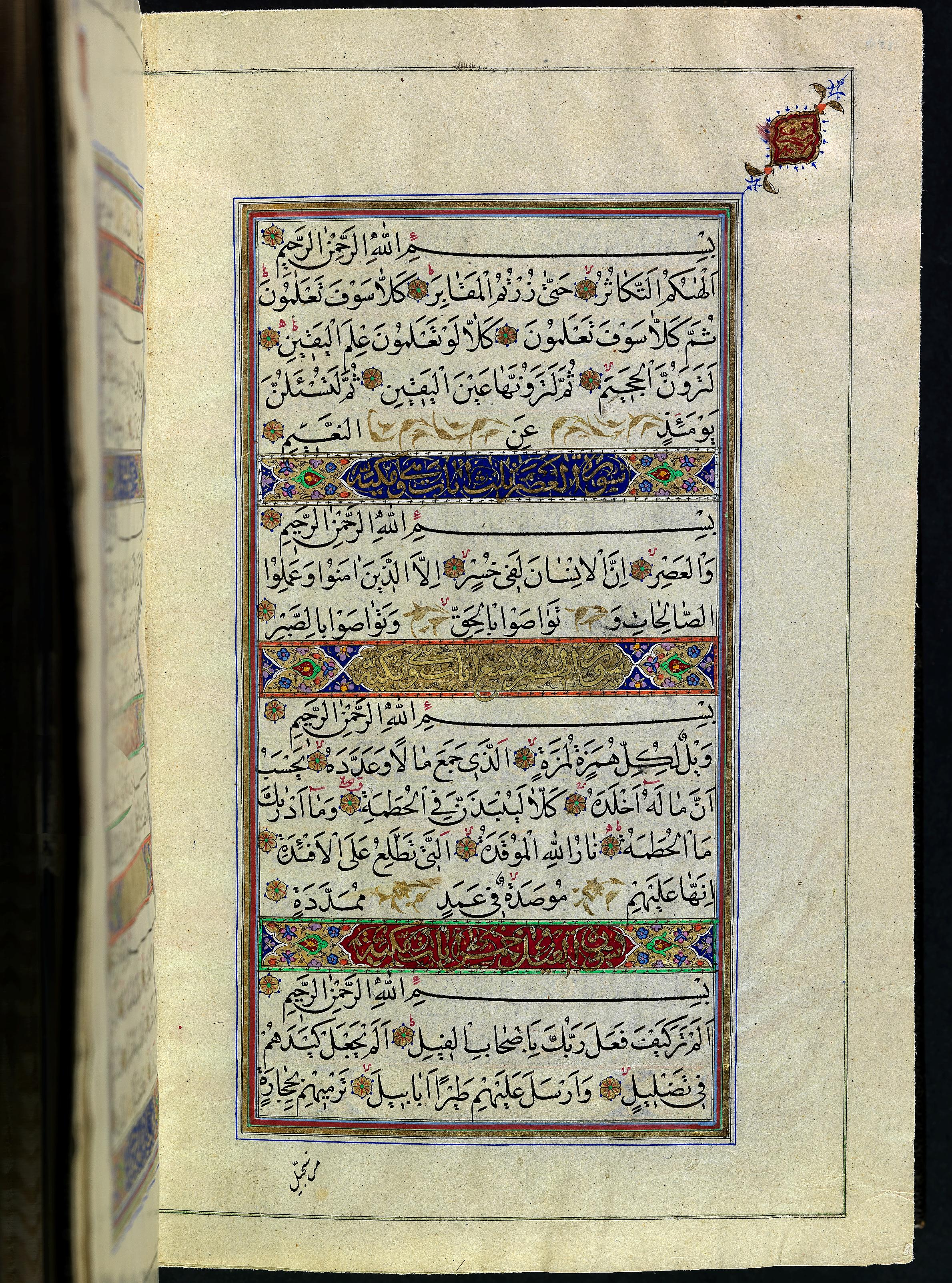
مخطوطة قرآنية تعود لعام 1297 هـ.

اشتملت السورة على إثبات الخسران الشديد لأهل الشرك ومن كان مثلهم من أهل الكفر بالإسلام بعد أن بلغت دعوته، وكذلك من تقلد أعمال الباطل التي حذر الإسلام المسلمين منها، وعلى إثبات نجاة وفوز الذين آمنوا وعملوا الصالحات والداعين منهم إلى الحق. وعلى فضيلة الصبر على تزكية النفس ودعوة الحق. وكان الشافعي يقول عن سورة العصر: لو تدبر الناس هذه السورة لوسعتهم.

### الآية الأولى
﴿وَالْعَصْرِ ۝١﴾ [العصر:1]: أقسم الله تعالى بالعصر قسمًا يراد به تأكيد الخبر كما هو شأن أقسام القرآن. وللعصر معانٍ، وهو الزمان الذي يقع فيه حركات بني آدم من خير وشر. وقيل الدهر، وقال مالك عن زيد بن أسلم: هو العشي، وقيل أحد طرفي النهار فيكون قسمًا مثل الضحى لما فيهما جميعًا من دلائل القدرة. وعن قتادة أيضًا: هو آخر ساعة من ساعات النهار. وقيل: هو قسم بصلاة العصر، وهي الوسطى، لأنها أفضل الصلوات، قاله مقاتل. وقيل: هو قسم بعصر النبي، لفضله بتجديد النبوة فيه. وقيل: معناه ورب العصر.

### الآية الثانية
﴿إِنَّ الْإِنْسَانَ لَفِي خُسْرٍ ۝٢﴾ [العصر:2]: هذا جواب القسم. فأقسم تعالى بالعصر على أن الإنسان لفي خسر أي في خسارة وهلاك. قال القرطبي: إن الإنسان إذا عمر في الدنيا وهرم، لفي نقص وضعف وتراجع، إلا المؤمنين، فإنهم تكتب لهم أجورهم التي كانوا يعملونها في حال شبابهم، نظيره قوله تعالى: ﴿لَقَدْ خَلَقْنَا الْإِنْسَانَ فِي أَحْسَنِ تَقْوِيمٍ ۝٤ ثُمَّ رَدَدْنَاهُ أَسْفَلَ سَافِلِينَ ۝٥﴾ [التين:4–5].
وكذلك خسران الإنسان في زواله وزوال عمله وما جمعه من مال وملك وغيره بعد موته فيكون هباءً منثورُا، وكذلك في حرمانه من الجنة، قال فخر الدين الرازي: «ومعناه النقصان وذهاب رأس المال، ثم فيه تفسيران، وذلك لأنا إذا حملنا الإنسان على الجنس كان معنى الخسر هلاك نفسه وعمره، إلا المؤمن العامل فإنه ما هلك عمره وماله، لأنه اكتسب بهما سعادة أبدية، وإن حملنا لفظ الإنسان على الكافر كان المراد كونه في الضلالة والكفر إلا من آمن من هؤلاء، فحينئذ يتخلص من ذلك الخسار إلى الربح.». وتوضح الآية أن الأصل في الإنسان أن يكون في الخسران والخيبة، وأن سعادة الإنسان في حب الآخرة والإعراض عن الدنيا.

### الآية الثالثة
﴿إِلَّا الَّذِينَ آمَنُوا وَعَمِلُوا الصَّالِحَاتِ وَتَوَاصَوْا بِالْحَقِّ وَتَوَاصَوْا بِالصَّبْرِ ۝٣﴾ [العصر:3]: استثناء من الإنسان، فاستثنى من جنس الإنسان عن الخسران الذين آمنوا بقلوبهم وعملوا الصالحات بجوارحهم ﴿وتواصوا بالحق﴾ وهو أداء الطاعات، وترك المحرمات ﴿وتواصوا بالصبر﴾ أي على المصائب والأقدار وأذى من يؤذي ممن يأمرونه بالمعروف وينهونه عن المنكر. وتبين الآية أن الناس فريقان: فريق يلحقه الخسران، وفريق لا يلحقه شيء منه، فالذين آمنوا وعملوا الصالحات لا يلحقهم الخسران بحال إذا لم يتركوا شيئًا من الصالحات بارتكاب أضدادها وهي السيئات.

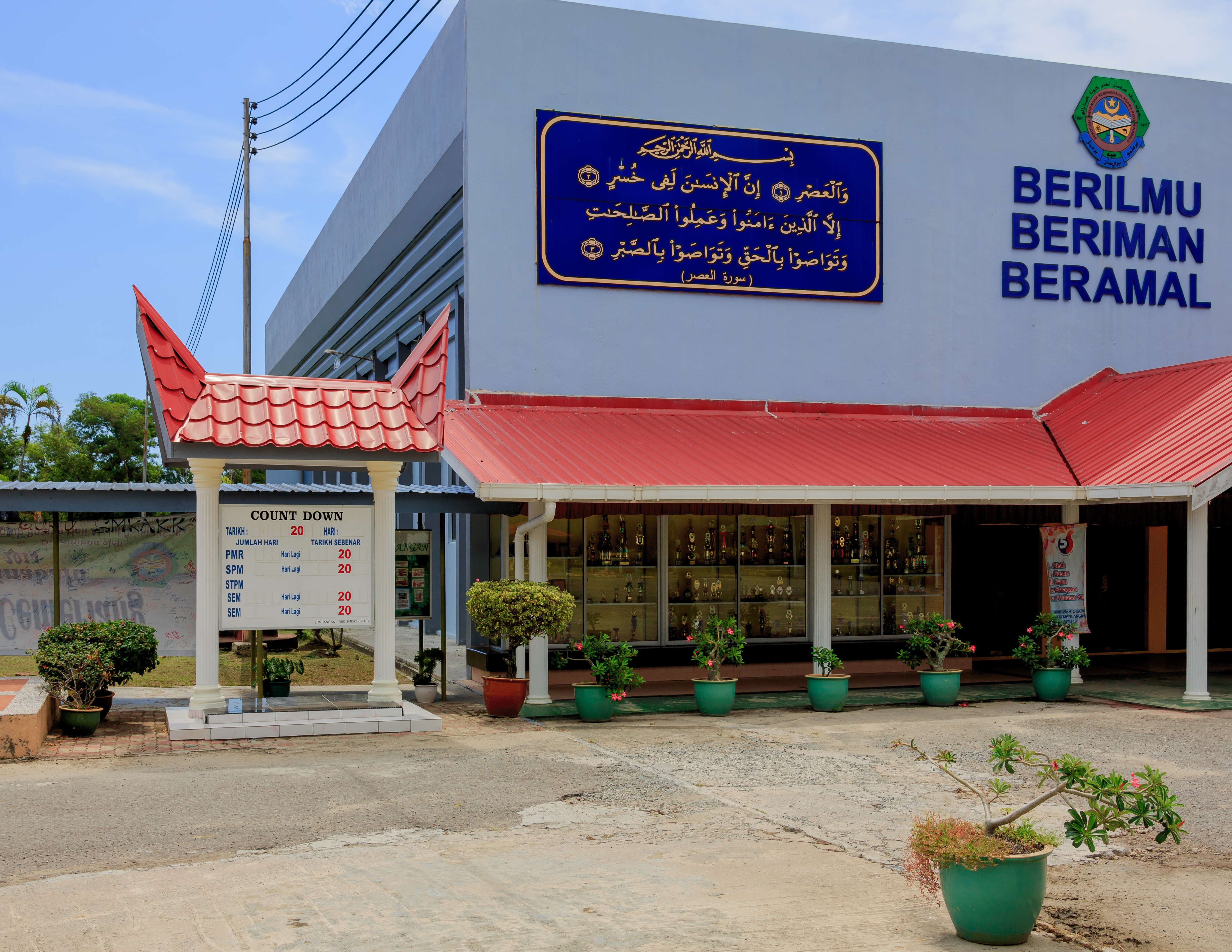
سورة العصر على مبنى المدرسة الثانوية الوطنية الدينية في كوتا كينابالو، في ولاية صباح، بماليزيا.

يقول ابن القيم: فإنه سبحانه قسَّم نوع الإنسان فيها قسمين: خاسرًا ورابحًا، فالرابح من نصح نفسه بالإيمان والعمل الصالح، ونصح الخلق بالوصية بالحق، المتضمنة لتعليمه وإرشاده، والوصية بالصبر المتضمنة لصبره هو أيضًا، فتضمنت السورة النصيحتين، والتكميلين، وغاية كمال القوتين، بأخصر لفظ وأوجزه وأهذبه وأحسنه ديباجةً وألطفه موقعًا.
- أما النصيحتان: فنصيحة العبد نفسه، ونصيحته أخاه؛ بالوصية بالحق، والصبر عليه.
- وأما التكميلان: فهو تكميله نفسه، وتكميله أخاه.
- وأما كمال القوتين فإن النفس لها قوتان: قوة العلم والنظر، وكمالها بالإيمان، وقوة الإرادة والحب والعمل، وكمالها بالعمل الصالح، ولا يتم ذلك لها إلا بالصبر.

فصار ههنا ستة أمور: ثلاثة يفعلها في نفسه، ويأمر بها غيره: تكميل قوته العلمية بالإيمان، والعملية بالأعمال الصالحة، والدوام على ذلك بالصبر عليه. وأمره لغيره بهذه الثلاثة، فيكون مؤتمرًا بها، آمرًا بها، متصفًا بها، معلِّمًا لها، داعيًا إليها. فهذا هو الرابح كل الربح، وما فاته من الربح بحسبه وحصل له نوع من الخسران.

## إعراب السورة
| إعراب سورة العصر                                                           | إعراب سورة العصر                                                                             | إعراب سورة العصر | إعراب سورة العصر | إعراب سورة العصر | إعراب سورة العصر |
| -------------------------------------------------------------------------- | -------------------------------------------------------------------------------------------- | ---------------- | ---------------- | ---------------- | ---------------- |
| ﴿وَالْعَصْرِ ۝١﴾ [العصر:1]                                                       |                                                                                              |                  |                  |                  |                  |
| وَالْعَصْرِ                                                                     | الواو حرف قسم وجر، والعصر مٌقسم به مجرور بالكسرة، والجار والمجرور متعلقان بفعل القسم المحذوف. |                  |                  |                  |                  |
| ﴿إِنَّ الْإِنْسَانَ لَفِي خُسْرٍ ۝٢﴾ [العصر:2]                                           |                                                                                              |                  |                  |                  |                  |
| إِنَّ                                                                         | حرف توكيد ونصب ناقص ناسخ مبني على الفتح                                                      |                  |                  |                  |                  |
| الْإِنْسَانَ                                                                    | اسم إِنَّ منصوب وعلامة نصبه الفتحة.                                                             |                  |                  |                  |                  |
| لَفِي                                                                        | اللام مزحلقة للتوكيد، وفي حرف جر.                                                            |                  |                  |                  |                  |
| خُسْرٍ                                                                        | اسم مجرور وعلامة جره الكسرة. والجار والمجرور خبر إِنَّ. والجملة الاسمية جواب القسم لا محل لها.  |                  |                  |                  |                  |
| ﴿إِلَّا الَّذِينَ آمَنُوا وَعَمِلُوا الصَّالِحَاتِ وَتَوَاصَوْا بِالْحَقِّ وَتَوَاصَوْا بِالصَّبْرِ ۝٣﴾ [العصر:3] |                                                                                              |                  |                  |                  |                  |
| إِلَّا                                                                        | حرف استثناء.                                                                                 |                  |                  |                  |                  |
| الَّذِينَ                                                                      | اسم موصول في محل نصب مستثنى من الإنسان لأنه اسم جنس.                                         |                  |                  |                  |                  |
| آمَنُوا                                                                      | فعل ماض مبني على حذف النون، والواو فاعله، والجملة جملة صِلة لا محل لها من الإعراب.            |                  |                  |                  |                  |
| وَعَمِلُوا                                                                     | فعل ماض مبني على حذف النون، والواو فاعله، والجملة معطوفة على «آمَنُوا» لا محل لها من الإعراب.  |                  |                  |                  |                  |
| الصَّالِحَاتِ                                                                   | مفعول به منصوب وعلامه نصبه الكسرة لأنه جمع مؤنث سالم.                                        |                  |                  |                  |                  |
| وَتَوَاصَوْا                                                                    | فعل ماض مبني على حذف النون، والواو فاعله، والجملة معطوفة على ما قبلها.                       |                  |                  |                  |                  |
| بِالْحَقِّ                                                                      | الباء حرف جر. والحق: اسم مجرور وعلامة جرّه الكسرة.                                            |                  |                  |                  |                  |
| وَتَوَاصَوْا                                                                    | فعل ماض مبني على حذف النون، والواو فاعله، والجملة معطوفة على ما قبلها.                       |                  |                  |                  |                  |
| بِالصَّبْرِ                                                                     | الباء حرف جر. والصبر: اسم مجرور وعلامة جرّه الكسرة.                                           |                  |                  |                  |                  |

### ثبت المراجع
1. ↑  الخطيب (2002)، ج. 10، ص. 570، 571.
2. ↑  القاضي (1981)، ج. 1، ص. 347.
3. ↑  البناء (2006)، ص. 598.
4. 1 2 3 4  ابن عاشور (1984)، ج. 30، ص. 527.
5. 1 2 3  الداني (1994)، ص. 287.
6. ↑  السيوطي (1974)، ج. 1، ص. 234.
7. ↑  الشربيني (1868)، ج. 4، ص. 583.
8. ↑  السيوطي (1974)، ج. 1، ص. 96.
9. ↑  الفيروزآبادي (1973)، ج. 1، ص. 98-99.
10. ↑  الإسلام سؤال وجواب (113033).
11. ↑  إسلام ويب (183097).
12. 1 2 3  ابن عاشور (1992)، ج. 30، ص. 526، 527.
13. ↑  ابن كثير (1998)، ج. 8، ص. 456.
14. 1 2 3  ابن كثير (1998)، ج. 8، ص. 457.
15. ↑  القرطبي (1935)، ج. 20، ص. 178.
16. ↑  الرازي (2004)، ج. 32، ص. 278.
17. ↑  القرطبي (1935)، ج. 20، ص. 179.
18. ↑  القرطبي (1935)، ج. 20، ص. 180.
19. ↑  الرازي (2004)، ج. 32، ص. 279.
20. ↑  الرازي (2004)، ج. 32، ص. 280.
21. ↑  ابن عاشور (1992)، ج. 30، ص. 531.
22. ↑  الإسلام سؤال وجواب (284278).
23. ↑  سلامة (2006)، ص. 190.
24. ↑  درويش (1992)، ج. 10، ص. 592: 593.
25. ↑  الدعاس (2004)، ج. 3، ص. 467.

### إحالات المراجع
- الخطيب الشربيني (1868)، السراج المنير في الإعانة على معرفة بعض معاني كلام ربنا الحكيم الخبير، القاهرة: الهيئة العامة لشؤون المطابع الأميرية، OCLC:236016840، QID:Q115641715
- القرطبي (1935)، الجامع لأحكام القرآن، والمبين لما تضمنه من السنة وآي الفرقان: تفسير القرطبي، القاهرة: دار الكتب والوثائق القومية، OCLC:17965928، QID:Q115683910{{استشهاد}}:  صيانة الاستشهاد: ref duplicates default (link)
- عبد الفتاح القاضي (1981)، البدور الزاهرة في القراءات العشر المتواترة (ط. 1)، بيروت: دار الكتاب العربي، OCLC:457123342، QID:Q115641917
- محمد الطاهر بن عاشور (1984)، التحرير والتنوير من التفسير، تونس: الدار التونسية للنشر، OCLC:11603545، QID:Q115641984
- محي الدين درويش (1992)، إعراب القرآن الكريم وبيانه (ط. 3)، دمشق، حمص: اليمامة للطباعة والنشر والتوزيع، دار ابن كثير، دار الإرشاد للشؤون الجامعية، OCLC:4771426697، QID:Q115640897
- أبو عمرو الداني (1994)، البيان في عد آي القرآن، تحقيق: غانم قدوري الحمد (ط. 1)، الكويت: مركز المخطوطات والتراث والوثائق، OCLC:32312189، QID:Q115651867
- ابن عادل الحنبلي (1998)، اللباب في علوم الكتاب، تحقيق: عادل أحمد عبد الموجود، علي محمد معوض (ط. 1)، بيروت: دار الكتب العلمية، OCLC:714395326، QID:Q115730072
- ابن كثير الدمشقي (1998)، تفسير القرآن العظيم: تفسير ابن كثير، تحقيق: محمد حسين شمس الدين (ط. 1)، بيروت: دار الكتب العلمية، OCLC:914363003، QID:Q115701544
- فخر الدين الرازي (2000)، مفاتيح الغيب: تفسير فخر الدين الرازي (ط. 3)، بيروت: دار إحياء التراث العربي، OCLC:1158766639، QID:Q115730115
- محمد بن جرير الطبري (2001)، جامع البيان عن تأويل آي القرآن: تفسير الطبري، تحقيق: عبد الله بن عبد المحسن التركي (ط. 1)، القاهرة: هجر للطباعة والنشر والتوزيع والإعلان، OCLC:1103746918، QID:Q97221368
- عبد اللطيف الخطيب (2002)، معجم القراءات، دمشق: دار سعد الدين للطباعة والنشر، OCLC:48978719، QID:Q134040972
- سيد قطب (2003)، في ظلال القرآن (ط. 32)، القاهرة: دار الشروق، QID:Q127172787
- أحمد الدعاس؛ أحمد حميدان؛ إسماعيل القاسم (2004)، إعراب القرآن الكريم (ط. 1)، دمشق، بيروت: دار النمير، دار الفارابي، OCLC:957327916، QID:Q115640158
- جلال الدين السيوطي (2006). لباب النقول في أسباب النزول (PDF). بيروت: دار الكتاب العربي. ISBN:9953-27-134-8. OCLC:1053839290. QID:Q116996141.
- محمد حسين سلامة (2006). إعراب جزء عم: إعراب وتفسير وبلاغة وأسباب النزول (ط. 1). القاهرة: دار الآفاق العربية. ISBN:977-344-102-4. OCLC:587740694. QID:Q115683765.
- أحمد بن محمد الدمياطي البناء (2006)، إتحاف فضلاء البشر في القراءات الأربعة عشر، بيروت: دار الكتب العلمية، OCLC:4771082828، QID:Q134033272
- محمد بن علي الشوكاني (2007). فَتحُ القَدِير: الجامِع بَين فَنَّيِ الرواية والدِّراية مِن عِلمِ التفسير. مراجعة: يوسف الغوش (ط. 4). بيروت: دار المعرفة للطباعة والنشر. ISBN:9953-420-75-0. QID:Q117717783.
- محمد بن عبد الرحمن الشايع (2011). أسماء سور القرآن الكريم. البحوث العلمية المحكمة (19) (ط. 1). الرياض. ISBN:978-603-8055-27-4. OL:25317555M. QID:Q115615370.{{استشهاد بكتاب}}:  صيانة الاستشهاد: مكان بدون ناشر (link)
- جلال الدين السيوطي (2011)، تفسير الدر المنثور في التفسير بالمأثور، بيروت: دار الفكر للطباعة والنشر والتوزيع، QID:Q117742927

الفتاوى مرتبة حسب رقم الفتوى
- "113033 - فتوى: قراءة سورة العصر قبل الافتراق". الإسلام سؤال وجواب. 12 يناير 2008. مؤرشف من الأصل في 2024-10-11. اطلع عليه بتاريخ 2025-06-21.
- "183097 - فتوى: قراءة الصحابة قبل الافتراق سورة العصر.. أسباب وأسرار". إسلام ويب. 9 يوليو 2012. اطلع عليه بتاريخ 2025-06-21.
- "284278 - فتوى: كلام الإمام الشافعي عن سورة العصر، وكفايتها". الإسلام سؤال وجواب. 13 فبراير 2018. اطلع عليه بتاريخ 2025-06-21.